# Klosteralleebrücke

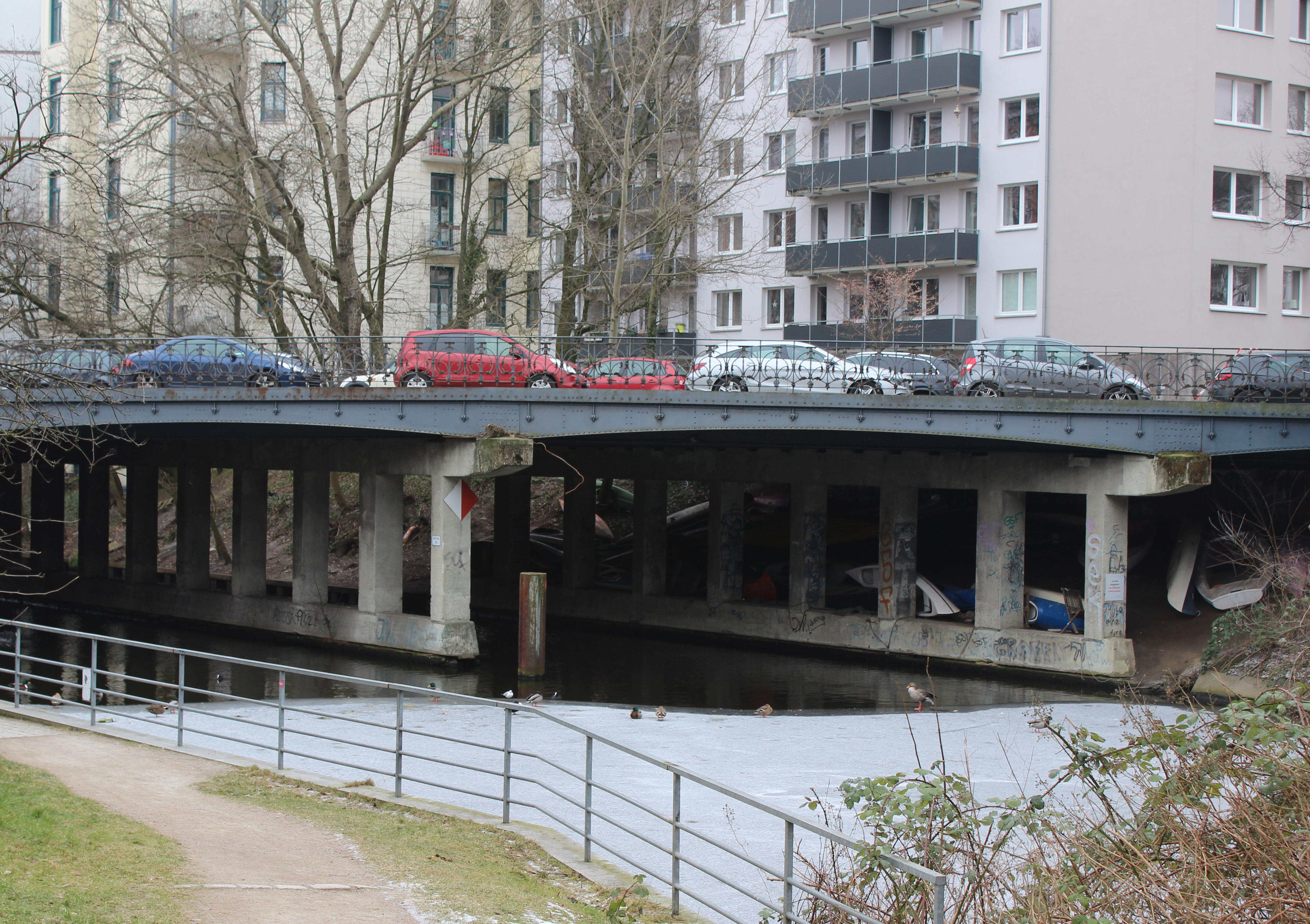
Klosteralleebrücke

 Die Klosteralleebrücke ist eine Straßenbrücke im Hamburger Stadtteil Harvestehude. Die Brücke ist mit der Nummer 19588 von der Behörde für Kultur und Medien in der Denkmalliste der Stadt Hamburg als Kulturdenkmal erfasst.
Der Name der im Jahr 1905 errichteten Balkenbrücke rührt von der Straße Klosterallee, die mit dieser Brücke den Isebekkanal quert und unmittelbar auf der anderen Seite am Lehmweg endet.
Viele Straßennamen in diesem Stadtteil erinnern an das ehemalige Kloster in Harvestehude.